# گریمسلاند (کارولینای شمالی)
گریمسلاند (به انگلیسی: Grimesland) شهری در ایالت کارولینای شمالی کشور ایالات متحده آمریکا است که جمعیت آن در سرشماری سال ۲۰۱۰ میلادی، ۴۴۱ نفر بوده‌است.